# Првенство Србије у рагбију 2011/12.
Првенство Србије у рагбију 2011/12. је било 6. издање првенства Србије у рагбију 15. 
Титулу је шести пут за редом освојио Победник.

## Учесници
|   | Тим                                  | Тренер         | Капитен             |
| - | ------------------------------------ | -------------- | ------------------- |
| 1 | Београдски рагби клуб                | Адмир Хаџић    | Александар Ђорђевић |
| 2 | Партизан                             | Драган Грујић  | Александар Крстић   |
| 3 | Победник                             | Милан Растовац | Миладин Живанов     |
| 4 | Војводина                            |                | Горан Поробић       |
| 5 | Крушевац                             |                |                     |
| 6 | Резервни тим Београдског рагби клуба |                |                     |
| 7 | Рагби клуб Балкански комарац         |                | Љубомир Буквић      |
| 8 | Рагби клуб Црвена звезда             | Божидар Јелић  | Бранимир Рељић      |

| Шампион Србије у рагбију 2012. |
| ------------------------------ |
| Рагби клуб Победник 8. титула  |